# 吉野城

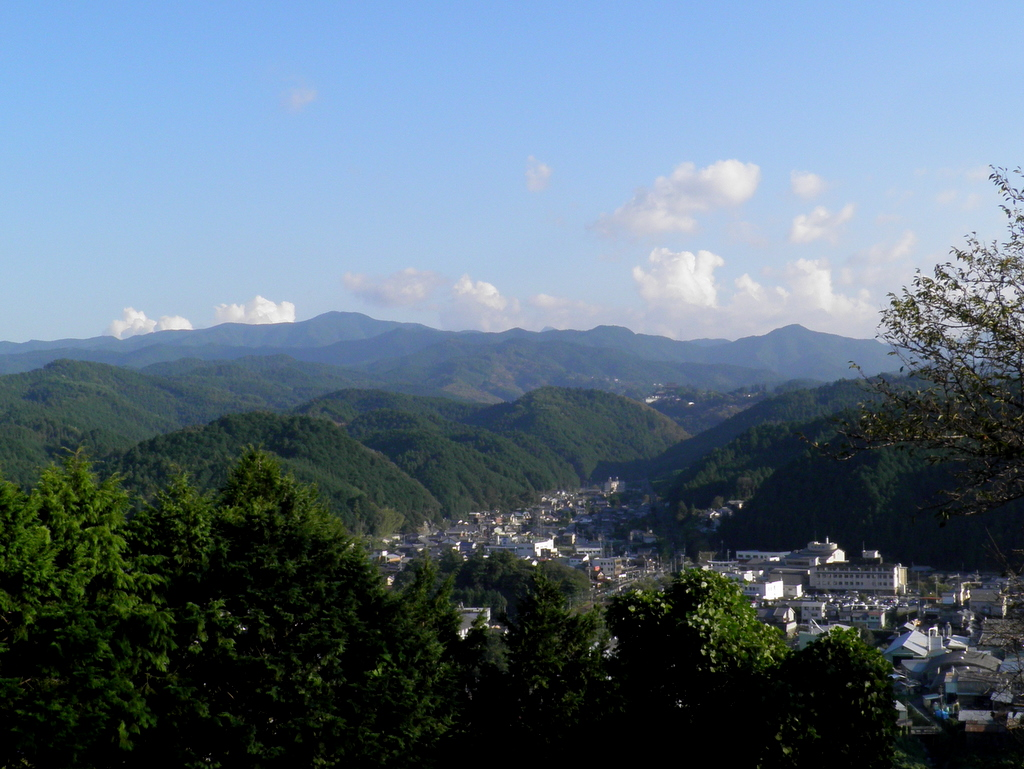
吉野山を北側から望む。金峯山寺蔵王堂を中心とした山々が吉野城の範囲にあたる。中央の谷に広がるのは丹治の町で、左手の山に丹治城が築かれた

吉野城（よしのじょう）は、奈良県吉野郡吉野町の吉野山にあった日本の城（山城）。鎌倉時代末期に大塔宮護良親王が、吉野山で挙兵し拠点とした。軍記物語『太平記』では金峯山城とも。本項では『太平記』に登場する吉野城攻防戦および正平3年（1348年）の高師直による吉野行宮への襲撃も述べる。

## 歴史
奈良時代に役行者が開いたとされる大峰山での修験道は、一時途絶えていたが、平安時代に聖宝によって中興されて以降、大いに発展した。その大峰山への入口にあたる吉野山の尾根には数多くの寺院宝塔が建てられた。尾根沿いの地形は天然の要害、寺院宝塔は防禦陣地としても使え、吉野山は元来から中世山城としての性格を備えていたが、護良親王が挙兵し拠点とすると前衛に城塁（支城）を構築し要所に木戸や空堀が設けられたと伝えられる。

### 吉野城攻防戦

#### 護良親王が吉野山に現れるまで
大塔宮護良親王が吉野山に現れるまでは太平記巻第五「大塔宮熊野落事」で語られている。以下、抜粋して述べると…
鎌倉時代末期、1331年（元弘元年）に後醍醐天皇は笠置山で挙兵し元弘の乱が起こると皇子、護良親王も参戦した（この時は、まだ仏門に入っており「尊雲法親王」といった。還俗して「護良」と名乗るのは『太平記』では十津川郷に滞在中）。護良親王は南都の般若寺で笠置山の動向を伺っていたが、笠置山が陥落し後醍醐天皇も囚われの身となる。護良親王にも捜索の手が及び、親王は僅かな手勢を連れて熊野方面へと脱した。この時に赤松則祐、村上義光、木寺相模ら9名ほどが供奉した。一度は熊野へ向かうが、護良親王の夢に童子が現れ、熊野は危ないので十津川に行くようにというお告げを受けて、十津川に入った。十津川郷の土豪、戸野兵衛、竹原八郎に匿われ、半年ほど滞在するが、幕府方に味方した熊野別当定遍の策略もあり、護良親王一行は十津川を脱して高野山方面へ向かった。途中、幕府方についた荘官の敵中を突破し、紀伊国の土豪、野長瀬六郎と七郎にも助けられ、今の五條市にあった槇野城に入った。しかし、槇野城は手狭であったので、ほどなくして吉野山に移った、とある。
護良親王が吉野山にいつ頃移ったのかは不明瞭だが、親王が吉野山から発した令旨で、元弘2年6月27日に和泉松尾寺へ宛てたものがあり、これより前と考えられる。また『太平記』では言及されていないが、吉水院宗信法印が吉野山の大衆を説得して護良親王を迎えたと伝えられる。

#### 吉野城攻防戦
吉野城の攻防戦は太平記巻第七「吉野城軍事」で語られている。
1333年（元弘3年、正慶2年）2月16日、幕府方、二階堂道蘊は6万余騎を率いて吉野金峯山城（吉野城）へ押し寄せる。菜摘川（なつみがわ）付近の流れの淀んだところから城の方角を見上げれば尾根には白、赤、錦の旗が多数立ち並び、山麓には数千の護良親王軍の兜や鎧が輝き、錦の刺繍の敷物を敷いたかのごとく。険しい地形はたとえ数十万の軍勢で攻めたとしても、そう容易く城を落とせそうにもない。
2月18日卯刻（午前6時）、両軍互いに矢合わせを開始、幕府軍は兵力を押して攻め続けたが、一帯の地理を知り尽くす護良親王軍は地の利を生かして幕府軍を翻弄する。それでも命知らずの坂東武士揃いの幕府軍は親子、主従、仲間の死骸を乗り越えて攻め続け、じわじわと城へと肉薄する。七昼夜、息をもつがせぬ死闘が連続し護良親王側の戦死者300余り、幕府側の戦死者800余り、負傷者はその数、数千万にのぼり一帯の草芥は鮮血に染まり死骸が路を埋めつくす。しかし、護良親王軍は戦いに屈した風も見えず、むしろ幕府軍の多くに疲労の色がにじみ出始めていた。
幕府方に山の道案内として加わっていた吉野執行・岩菊丸（いわぎくまる）は部下を呼び寄せる。すでに東條方面の大将金澤右馬助殿は赤坂城を攻め落とし、金剛山へ向かったと聞くが、我らは道案内として加わったのに一向に攻め落とすことが出来ず情けない。考えてもみれば、あの城（吉野城）は大手側（正面）からいくら攻めても無理な話。そこで城の裏手の金峯山（青根ヶ峰側）、愛染明王宝塔の方から攻め込んでみてはどうか。あそこは地形が険しく敵も防備を手薄にしているに違いない。そこで地理に詳しい者を150名ほど編成し、夜陰に紛れ潜入させて、夜明けとともにときの声を上げて城内の連中が混乱している間に、搦め手（裏手）、大手の三方から一気に攻め込めば、城は落ち親王を生け捕りに出来るのではないか。さっそく地理に詳しい150人余りを選抜し夜陰に紛れて金峯山方面へと忍び込ませた。岩菊丸の読んだ通り金峯山方面には護良親王軍は一人もいなかった。潜入した岩菊丸の手勢は木の下や岩の陰に隠れ夜明けを待った。
夜が明け、一斉攻撃の時刻となると幕府軍5万余は、三方より押し寄せ城めがけて攻め上がる。吉野の大衆500余人が攻め口まで下って防ぎ止めていたが、背後に潜入した岩菊丸の手勢も行動を起こし愛染明王宝塔から城の方々に火を放って、ときの声をあげながら攻め下った。前後から攻められては防ぎきれるものもなく吉野の衆徒らの陣は崩壊し、大手方の堀はたちまち死者で埋まり平地と化した。
さらに、搦め手からも幕府軍が攻め込んできた。彼らは勝手明神の社の前から護良親王が立て籠もる蔵王堂へと迫る。護良親王は逃げ道なしと覚悟を決めて、赤地の錦の鎧立垂の上に緋色おどしの真新しい鎧を装着した。頭には龍頭の飾り付き兜を被って緒を締め、足には白檀色に磨きぬいた脛当、脇に3尺5寸の短刀を挟み込む。親王を守る強者20余人が前後左右を守り、敵の群がりが来るのを見ては、その中に突入し東西を払い南北を追い回し黒煙を立てて切り回る。幕府軍は、このわずかの小勢に切り立てられて木の葉が風に散るように四方の谷へと退いていった。
一旦、幕府軍を撃退した後、護良親王らは蔵王堂内の広庭に大幕を引き巡らした中に居並び最期の酒宴を始めた。親王の鎧には矢が7本も突き立っており頬と二の腕の二カ所に突き傷を負い、滝のように血が流れていた。しかし、親王は矢も抜かず、流れる血糊も拭わないまま敷皮の上に立ち、大きな杯で酒3杯を飲み干す。やがて木寺相模が4尺3寸の太刀の先に敵の首をさし貫き親王の前で舞いはじめた。
戈セン剣戟（かせんけんげき）をふらす事　電光の如く也
盤石 巌（いはほ）を飛ばす事　春の雨に相同じ
然りとはいえども　天帝の身には近づかで
修羅かれが為に破らる
囃子を揚げて舞う有様は、漢・楚の鴻門の会の時、楚の項伯と項荘が剣を抜いたまま舞いながら、漢の高祖を暗殺せんと迫ったその時、高祖の臣下、樊噲が幕を上げて、その剣舞に乱入し楚王の項羽を睨み付けた気迫のごとく。
大手方も危うくなってきたとみえ、両軍のときの声が混じって聞こえるようになってきた。幕府方と最前線で死闘を展開していた村上義光は、そこを離れて蔵王堂へと走った。鎧には16本もの矢が突き立っていたが、枯れ野に残る冬草が風に伏すがごとくその矢を折り曲げ、護良親王の御前に走る。義光は大手の一の木戸が攻め破られ、二の木戸で敵を何時間も食い止めていたが、御座所の方角から酒盛の歌声が聞こえてきた。何事かと肝を冷やして飛んできた、と。親王は死を覚悟して最期の宴を、という。義光は敵が近くまで迫っており、もはや城は持たない。敵の包囲網を広げないうちに一角を打ち破って脱出するよう、また殿下が、脱出したことを敵に感づかれないよう義光が殿下の鎧を着て、殿下になりすまし身代わりとなって敵の目を欺きましょう、と進言する。護良親王は、死ぬ時は一緒だと言うが、義光は声を荒らげて、漢の高祖が滎陽（けいよう）で、敵に包囲された時、紀信は自ら高祖になりすまして敵の目を欺きたいと申し出て、高祖はそれを許した故事を持ち出して説得する。護良親王も意を決して鎧と直垂を脱ぎ義光に渡した。親王は勝手明神の前を過ぎ南の方へ落ち延びていった。その姿を義光は二の木戸の櫓に上り見送り続けた。
護良親王になりすました村上義光は「天照太神の御子孫、神武天皇より95代の帝、後醍醐天皇の第二の皇子一品兵部卿親王尊仁、逆臣の為に滅ぼされ、恨を泉下に報ぜん為に、只今自害する有様見置て、汝等が武運忽に尽て、腹をきらんずる時の手本にせよ」と叫び、鎧を脱いで櫓から投げ下ろし、錦の鎧直垂と袴姿となり、練り絹の二重袖をはだけた。そして、左の脇腹から右の脇腹まで一文字にかっ切り、自分の腸をつかみ出して、櫓の板に投げつけ、大刀を口に銜えたあとうつ伏せにして絶命した。これを見た幕府方は護良親王が自害したと思い込み、四方の囲みを解いて二の木戸めがけて集中する。それと行き違いに城を脱出した護良親王の一行は、天の河（天川）の方へからくも脱出した。
しかし、南方から回り込んできた岩菊丸の手勢500余は地元に長年住み慣れ、地理がよく分かっており親王の行くてを阻んで全員討ち取とってしまおうと包囲の輪を縮めてきた。
護良親王と行動を共にする村上義光の子・義隆（よしたか）がいた。義隆は父と共に運命をともにしようと思い、義光が今まさに自害しようとした時に駆けつけた。これを見た義光は一喝し、父子の義を全うするのも大事だが、それよりも今一番大事なのは殿下の身を守ることと言い、義隆は親王を守るためについて行った。しかし、迫る岩菊丸の手勢を目のあたりにして、ここで食い止めようと決意し細道に立ちふさがり、迫り来る岩菊丸500余の追撃を1時間ほど食い止めたが、周囲を取り囲まれ、一斉に矢を射掛けられて10余か所も傷を負ってしまった。どうせ死ぬのならば、敵の手には掛かりたくないと、竹藪の中に走り入り腹を切って自害した。こうして、村上父子が自らの命をなげうって、敵を防ぐ間に護良親王は虎口を逃れ、ついに高野山へと落ち延びることができた。
親王に成りすました村上義光の首は京都六波羅に送られたが、検分したところ親王ではないことが分かり、義光の首は獄門に掛けられることもなく墓地の苔の下に埋もれてしまった。二階堂道蘊は、護良親王を発見すべく高野山にも押し寄せ、根本大塔に陣取って捜索したが、ついに発見することが出来ず楠木正成の籠もる千早城へと向かった。
以上が『太平記』における吉野城攻防戦の顛末だが、創作や誇張の部分も含まれており実際にどのような戦いであったかは不明瞭である。
なお、作中に登場する吉野執行岩菊丸は今の金峯山寺本坊付近にあった新熊野院の主僧で、前執行の地位を利用して同じく寺僧派の吉水院真遍（宗信）と対立し吉野山から放逐されたか、自ら手勢を率いて脱出し幕府方に身を投じた人物と思われる。元弘元年（1331年）10月15日、楠木城攻めの軍勢、大仏貞直に率いられて大和路から進撃した部将16名中の末尾に吉野執行の名があり、これが岩菊丸であったとすると、この頃からすでに幕府軍に参加していたと考えられる（光明寺残篇）。また楠木合戦注文でも吉野執行の名があり、1333年（元弘3年、正慶2年）2月2日に楠木軍に打ち落とされたとある。このあとに2月18日から始まる吉野城攻防戦に向かったとも考えられる。また護良親王を装った村上義光の首は、『太平記』では京都六波羅に送られたとあるが、当地に残る口碑によれば、峯の薬師付近で敵将が改め偽首であると見破られてその場に捨てられ、のちに里人が首を埋葬したのが現在、村上義光の墓と伝えられる。

#### 陥落後
唐招提寺の僧、照遠（しょうえん、1304年（嘉元2年）〜？）が、吉野城陥落後50日余り後に記した「述迹鈔奥書」によれば、正慶2年閏2月1日、大塔宮率いる軍勢が籠もる吉野へ出羽入道（二階堂道蘊）の軍勢数千騎が攻め入り、山内の坊舎を焼き、宮以下散り散りになる。その時に取られた大塔宮方の将兵120の首が吉野川に晒された、とある。
そのため文書類は焼失したようで1334年（建武元年）2月に吉水院が紛失状を出して所領の確認を願い出ている。これに対して同年9月に雑訴決断所が証判を加えて坊領紛失証文を出している（吉水院坊領紛失証文）。この証文によれば金峯山寺の所領の確認の他に、東使（二階堂）道蘊が数万騎で吉野に攻め入った時に吉水院真遍（宗信）が宮のお供して当山（吉野山）が没落したこと、兇徒が山中に充満坊々に乱入し資財を捜し取り放火狼藉をしたこと、吉水院を悉く焼失させられ本尊聖教以下一物も残さないようにされたこと、真遍が老齢を押して身命を捨てて親王家に勤仕した、とある。
この戦いにおける明確な被害を記したものが存在しないため、実際の被害がどの程度であったかは不明瞭だが、紛失証文にもあるように、この戦いで多数の吉野山の寺院宝塔や仏像が戦火で失われたようである。

### その後の吉野山
建武の新政が失敗し、1336年（建武3年）に後醍醐天皇は幽閉されていた花山院を脱出し吉野に逃れる。『太平記』巻18には、この時に吉水院宗信が吉野山の若い大衆300余りを蔵王堂に集めて説得したとある。後醍醐天皇は、まず吉水院に滞在し行在所としたが、手狭であったので金峯山寺蔵王堂の西にあった実城寺を改造して皇居とした。寺号も金輪王寺と改めている（吉野行宮、現在の吉野朝宮跡）。後醍醐天皇は、1339年（南朝：延元4年、北朝：暦応2年）に吉野の地で崩御し、跡を後村上天皇が継いだが、その後の戦いで南朝方有力武将が次々に戦死し、1348年（南朝：正平3年、北朝：貞和4年）には四條畷の戦いで楠木正成の子、楠木正行、正時兄弟が足利方の高師直の軍勢に討ち取られた。高師直は吉野にも軍勢を進めると、後村上天皇は賀名生（今の五條市）へ移った。高師直の軍勢は吉野山に入り吉野行宮に火を放ったが、風に煽られ蔵王堂はじめ多くの寺院宝塔が焼け吉野山一陣は灰燼に帰したという。それまでも蔵王堂は火災で何度か焼失していたが、この時は再建するのに107年を要した（1455年（康正元年）に再建）。なお、現在の蔵王堂は1581年（天正9年）に火災で焼失し1591年（天正19年）に再建されたものである。

## 元弘の乱時の吉野城とその遺構

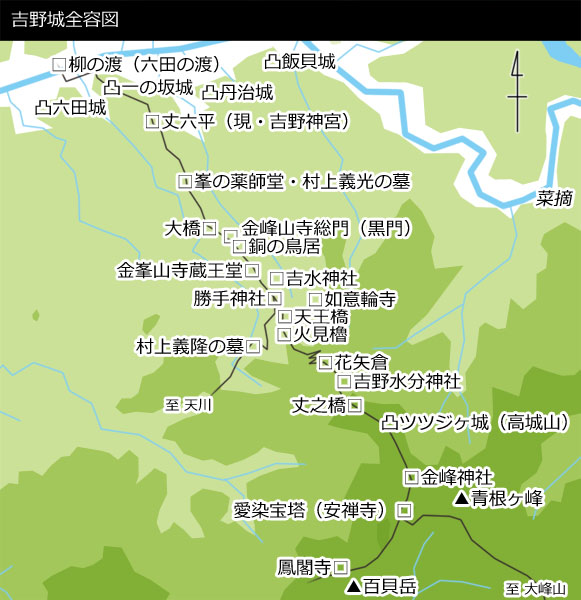

吉野城の全容に関しては右図を参考（現在の地図を参考にして作成したため、地形や河川などは当時のものとは異なっているので注意）。
元弘の乱の際に構築されたと伝えられるものとして六田、丹治、一の坂、飯貝の4つの城塁と大橋、天王橋（または天皇橋）、丈之橋（または城之橋）の橋が架かった空堀がある。
このうち一の坂は従来の吉野山への参道の途中ということもあり遺構は消滅している。また空堀も車が通行できるようにするため大橋と天王橋が鉄筋コンクリート製の橋に架け替えられ一部が埋め戻されている。丈之橋は完全に埋め戻されて跡地を示す石碑のみ残っている。なお、飯貝の城塁に関しては関しては室町時代後期、1476年（文明8年）に蓮如が飯貝の地に一宇を建て、後に今の本善寺を創建したが、後年にその背後にある六雄山に砦を構えたとある。また筒井順慶による吉野攻撃作戦では丹治城、飯貝城に吉野方の武士や門徒衆らが立て籠もったとあり、このうち飯貝城および本善寺は焼かれたとあり、現在に残る飯貝、丹治の城の遺構は室町時代後期に改修されたものと考えられている。
- 丈六平 - 現在の吉野神宮付近。広い台地になっており、神宮造営以前は「勝福寺」という寺があり身の丈、1丈6尺（4.85メートル）の蔵王権現を祀った「丈六山一之蔵王堂」があったとされる。吉野城の遺構は無いが、二階堂の軍勢がここに陣取ったとされる。
- 峯の薬師堂 - 吉野城の遺構は無いが、今の村上義光の墓の北側にかつて峯の薬師堂があり、ここで幕府方の武将が親王を装った村上義光の首を検分し偽首と見破ってうち捨てたとされる。
- セビ坂・黒門・銅の鳥居 - 急坂の途中に黒門と呼ばれる金峯山寺の総門があり、さらに登ると銅の鳥居がある。銅の鳥居は1348年（南朝：正平3年、北朝：貞和4年）に高師直の軍勢により焼かれ、その後に再建された（時期は不明だが、蔵王堂が再建された1455年（康正元年）頃と考えられる）。
- 金峯山寺

蔵王堂 - 1348年（南朝：正平3年、北朝：貞和4年）に高師直の軍勢により焼かれたとあり、107年後の1455年（康正元年）に再建。蔵王堂はその後も焼失しており現在のは1591年（天正19年）に再建されたもの。
仁王門 - 蔵王堂の北側にある門。下層が延元年間（1336年-1340年）、上層が康正年間（1455年-1457年）のものとされる。
二天門跡 - 蔵王堂の南側にあった門。護良親王に扮した村上義光がこの門で自害したとされる。「村上義光公忠死之所」と記した石柱が立つ。
- 勝手明神 - 勝手神社。この付近から西の谷へ下り、下市や黒滝・天川・十津川へと抜けることが出来る。護良親王が落ち延びた道と考えられる。また名賀生へと移る後村上天皇も社前で歌を詠んだと『太平記』にある。現在の県道はのちに付けられたもので当時のルートとは多少、異なる。途中に村上義隆の墓がある。
- 火見櫓 - 吉野城の遺構。見通しの良い場所にあり吉野山が一望でき、遠くは竜門山地、金剛山地を見渡せ、のろし場として使われていたようである。近くに昭和14年に建律された大塔宮仰徳碑がある。
- ツツジヶ城（高城山） - 吉野城の詰城として築かれたと伝わる。山頂部は台地になっており現在は休憩所がある。北側の麓には牛頭天王社跡があり、ツツジヶ城の鎮守として創立されたと伝わる。
- 愛染宝塔 - 吉野の奥の院で「安禅寺」と呼ばれる寺院があり、蔵王堂はじめ多数の寺院宝塔があったとされる。大塔宮護良親王が吉野山に最初に現れた場所でもある。ここより南は女人結界で大峰山へと入っていく。また西の尾根沿いに行くと鳳閣寺があり、黒滝・天川・十津川や下市へと抜けることが出来る。明治の廃仏毀釈で廃寺となり遺構は残っていない。

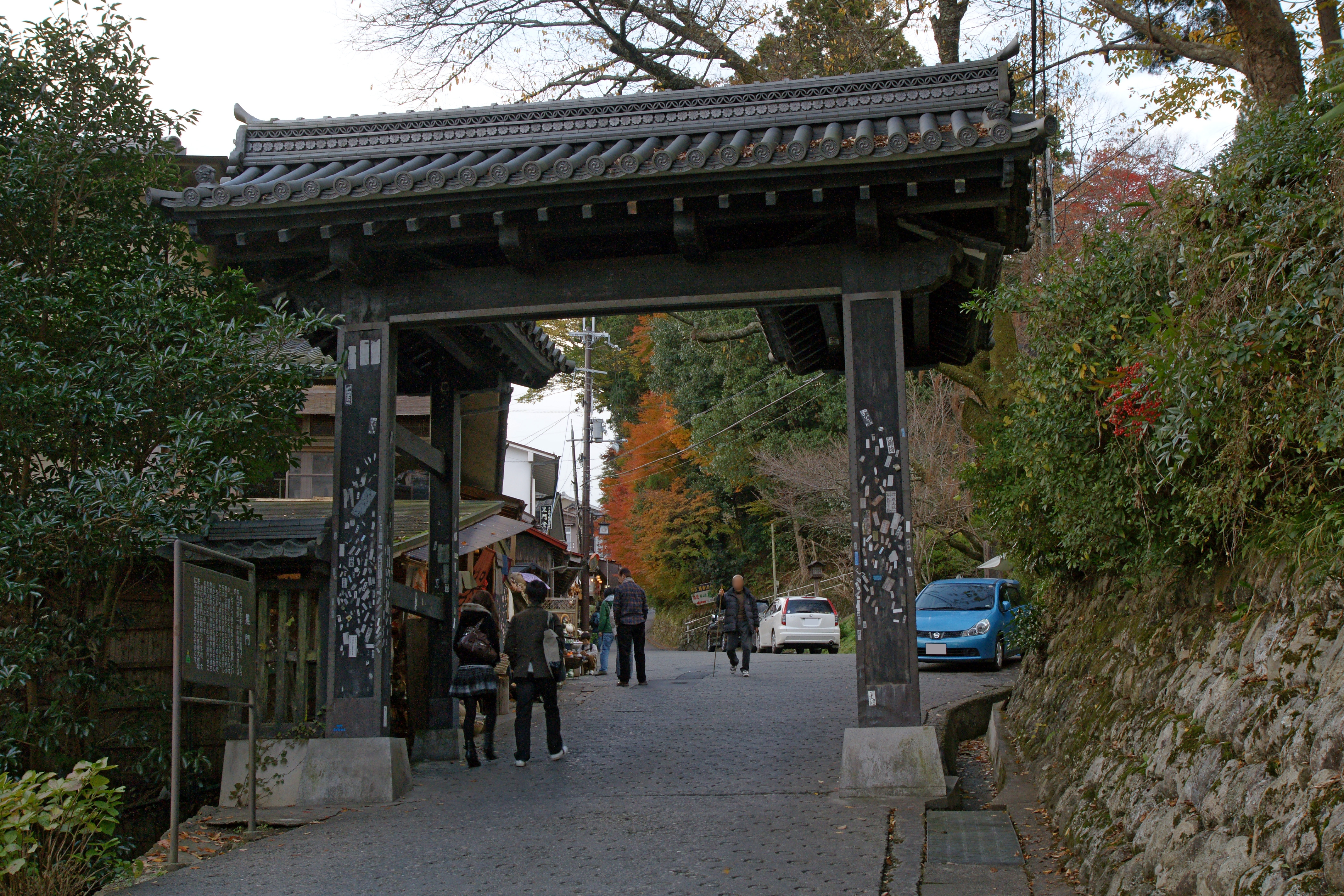
金峯山寺総門・黒門
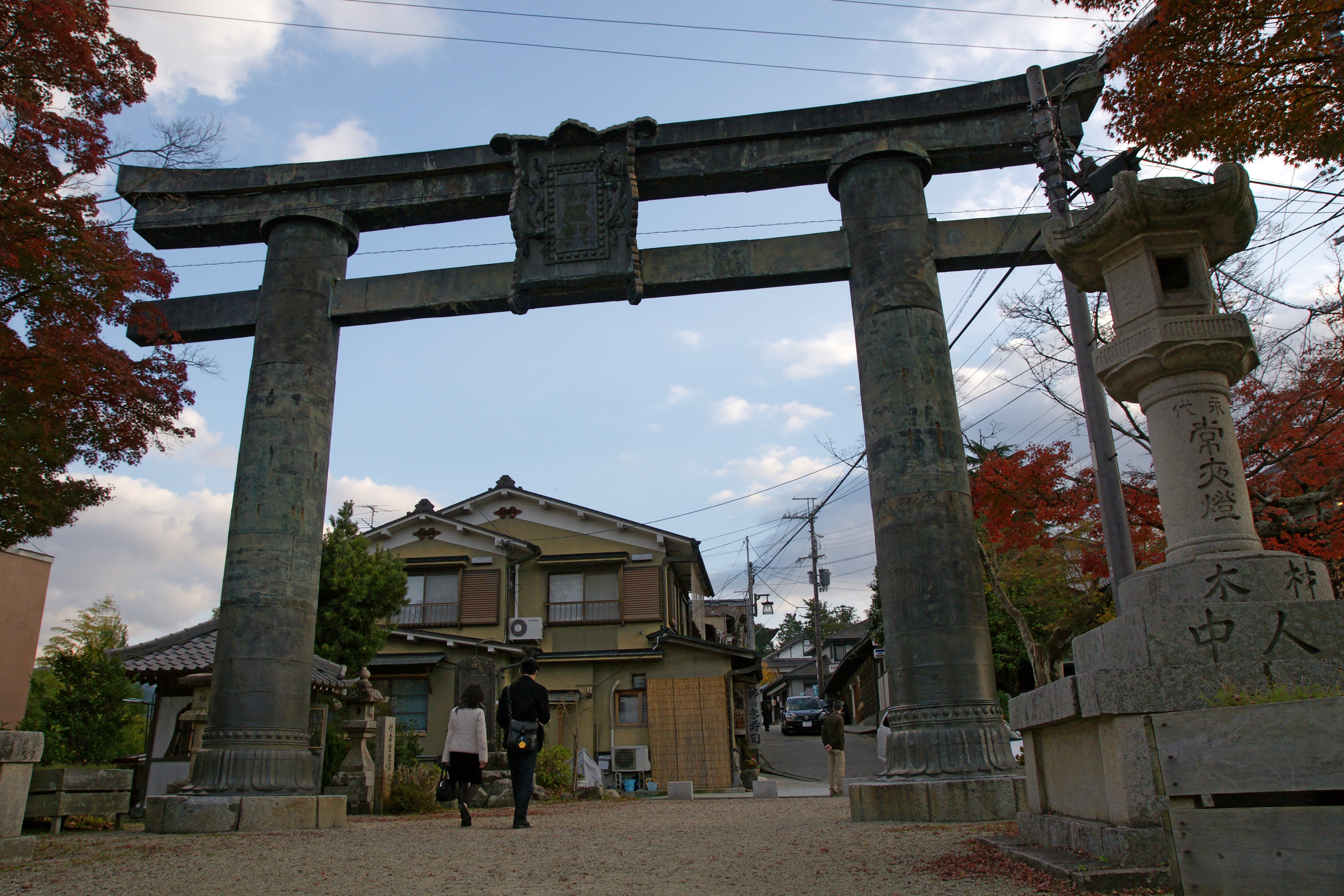
銅の鳥居
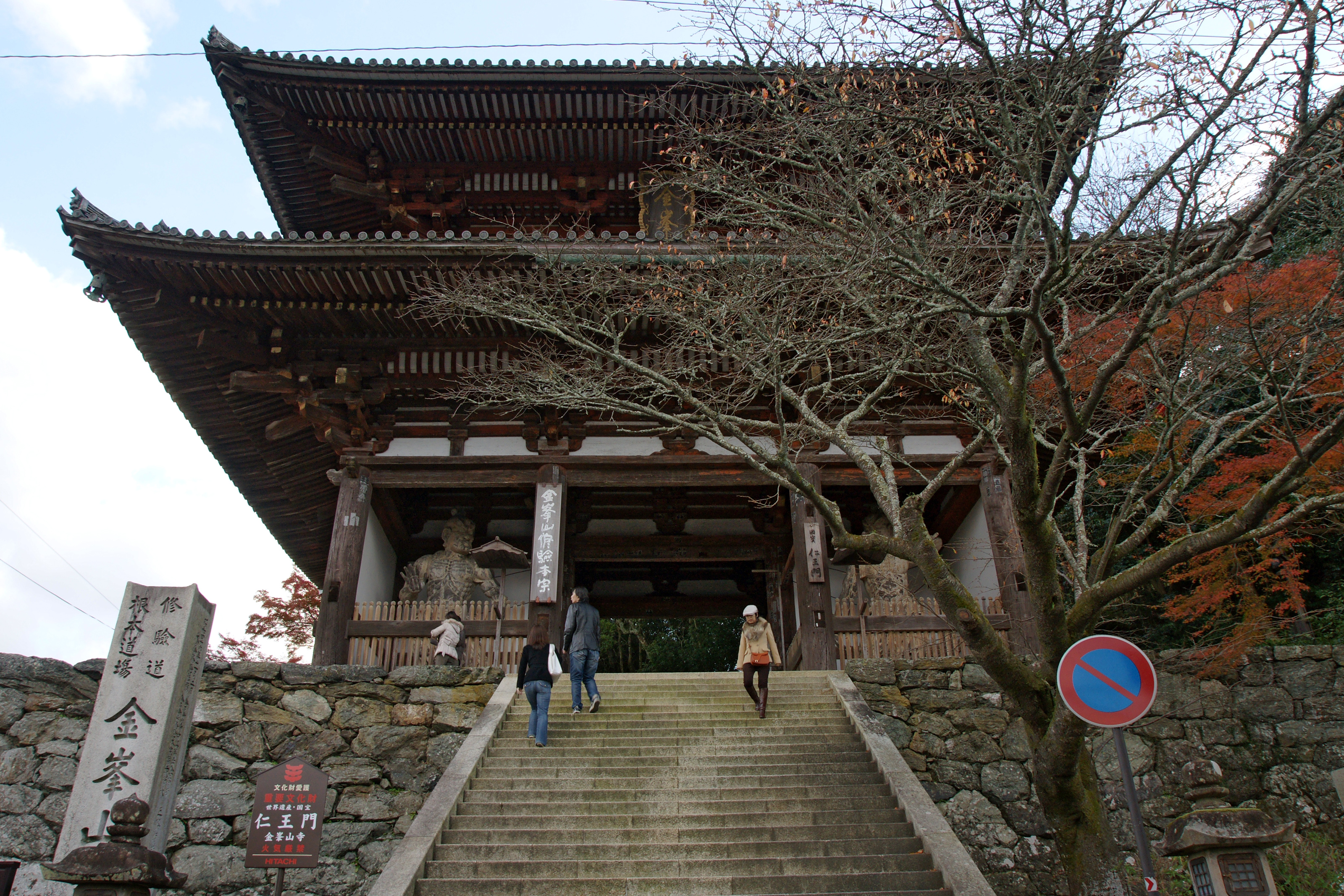
金峯山寺・仁王門
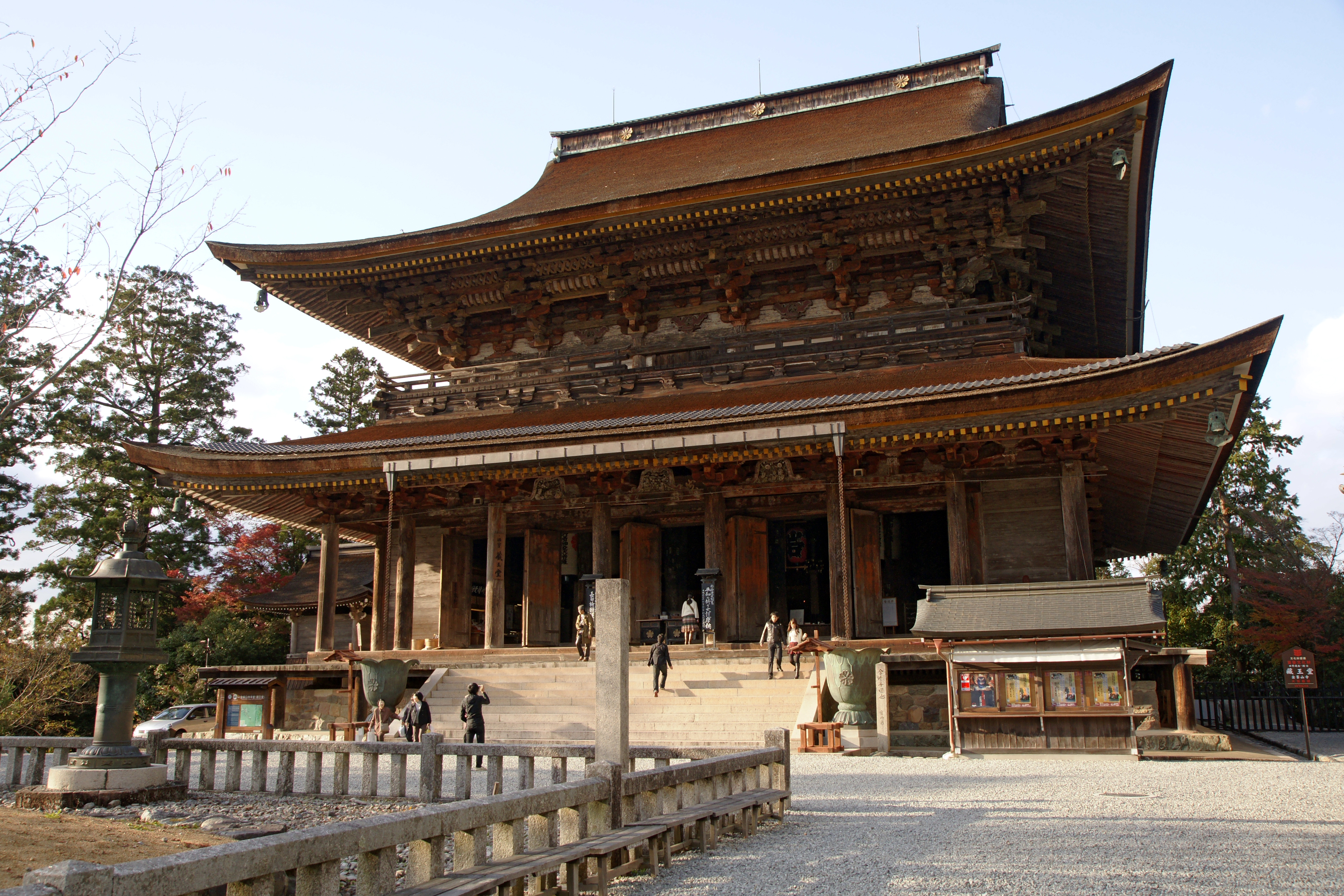
金峯山寺・蔵王堂
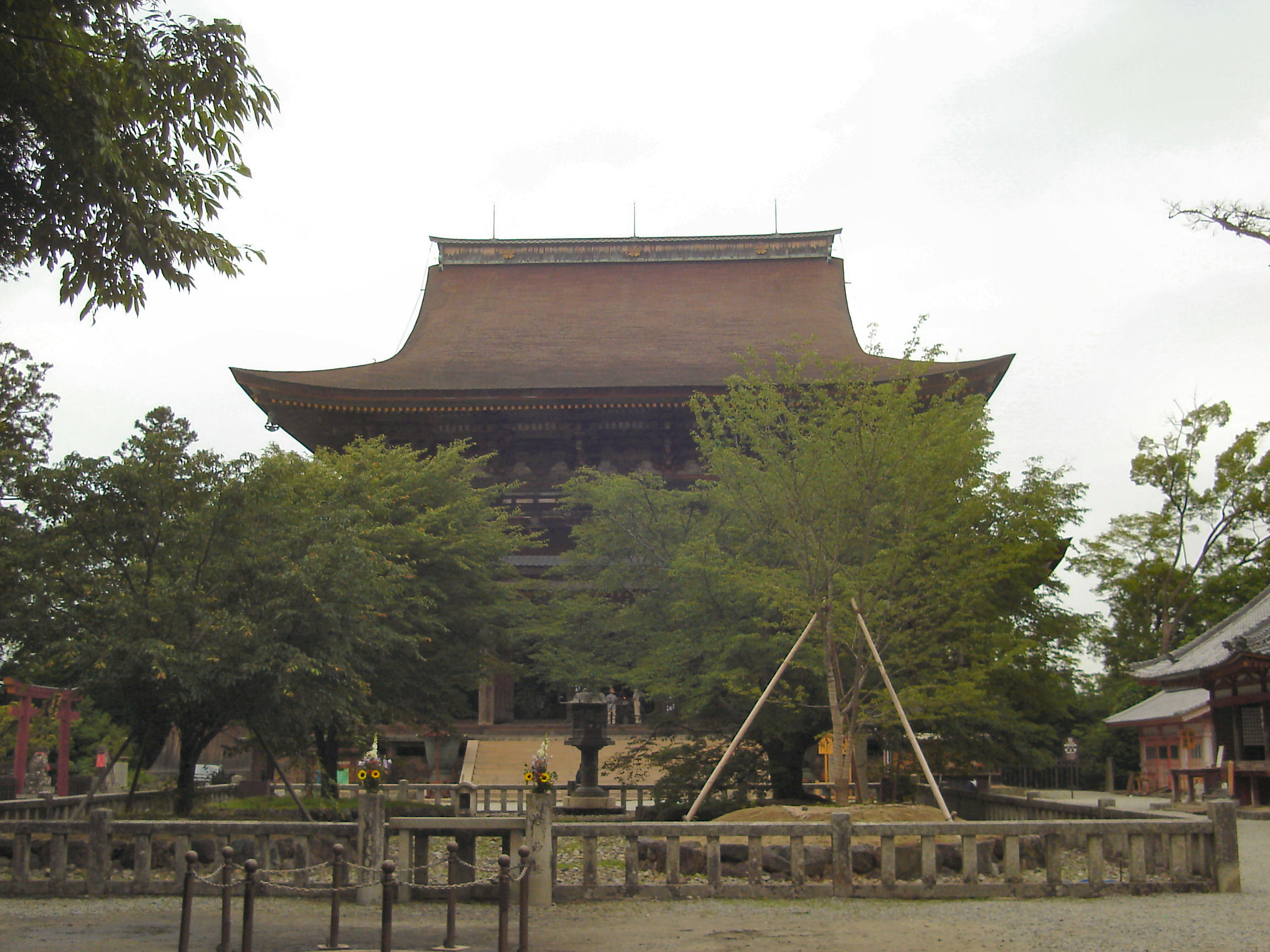
金峯山寺・蔵王堂前の4本の桜。護良親王が最期の酒宴をしたと伝えられる
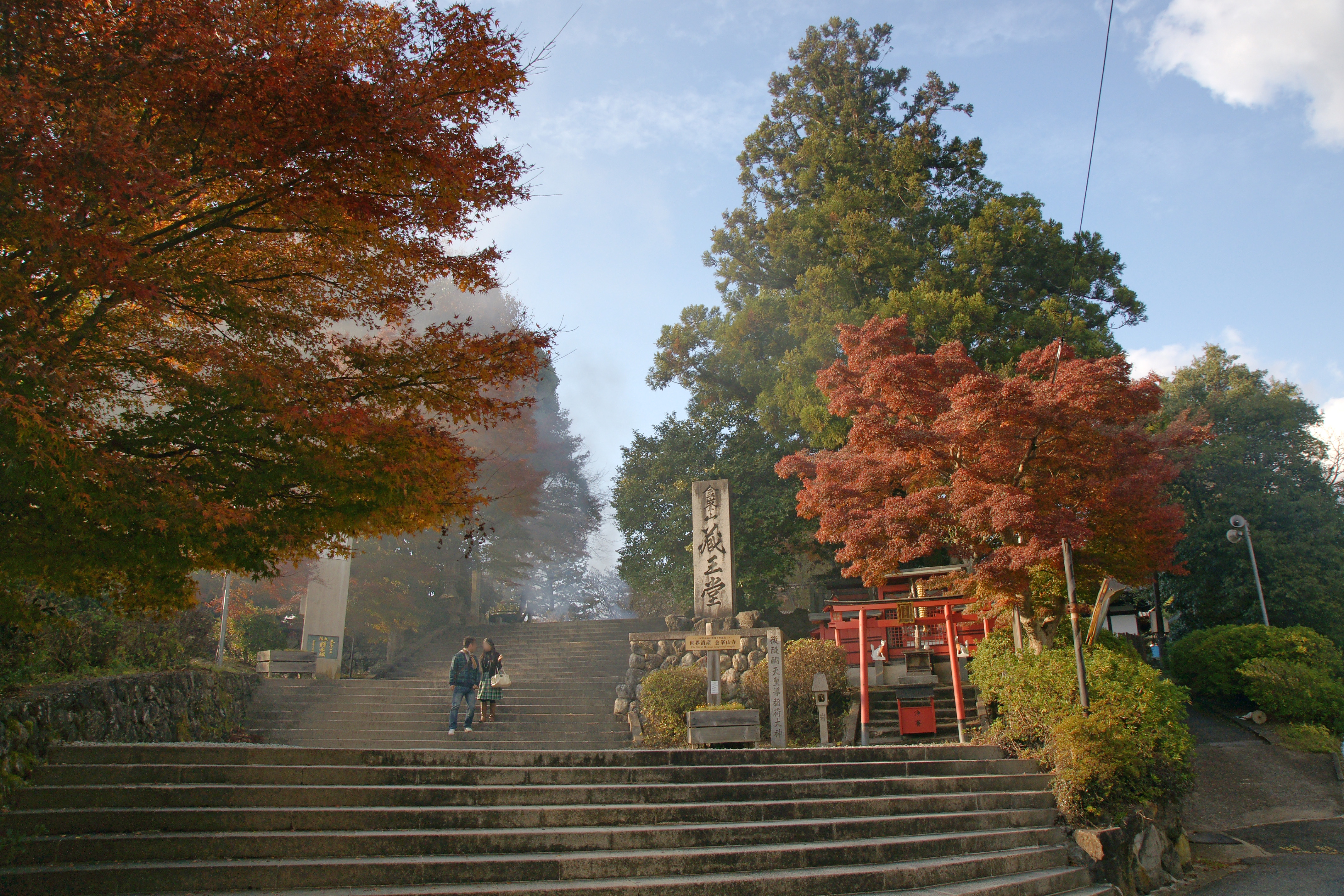
金峯山寺・二天門跡